# Massif de la Chambotte
Le massif de la Chambotte est le nom communément donné à un chaînon montagneux dissymétrique s'étendant du nord au sud, de Seyssel en Haute-Savoie à Aix-les-Bains en Savoie.

## Géographie
Ce chaînon est constitué de plusieurs montagnes et sommets qui se succèdent du nord au sud :
- la montagne des Princes au sud-est de Seyssel ;
- la montagne du Gros Foug en Chautagne ;
- le mont Clergeon sur les communes de Moye et de Ruffieux ;
- la montagne de Cessens sur la commune d'Entrelacs et de Chindrieux ;
- le mont Laval sur la commune d'Entrelacs ;
- le mont de Corsuet ou montagne de la Biolle entre La Biolle, Brison-Saint-Innocent et Grésy-sur-Aix.

La colline de Tresserve se trouve dans le prolongement méridional du massif dont elle est séparée par le delta du Sierroz.
Ce massif montagneux appartient au massif du Jura et se compose de calcaires. Sa partie méridionale borde le lac du Bourget sur sa rive orientale tandis que son extrémité septentrionale est entaillé par les gorges du Val du Fier séparant la montagne des Princes de celle du Gros Foug.
Sa superficie totale est de 7 686 ha pour une altitude maximale dépassant les 1 000 mètres (point culminant de la montagne du Gros Foug à 1 057 m). Le chaînon du Gros Foug - Corsuet surplombant le lac du Bourget est anticlinal et n'est pas véritablement un mont du fait de la forte érosion ayant creusé son flanc occidental. Ces deux montagnes sont par ailleurs séparées par le synclinal de Brison.

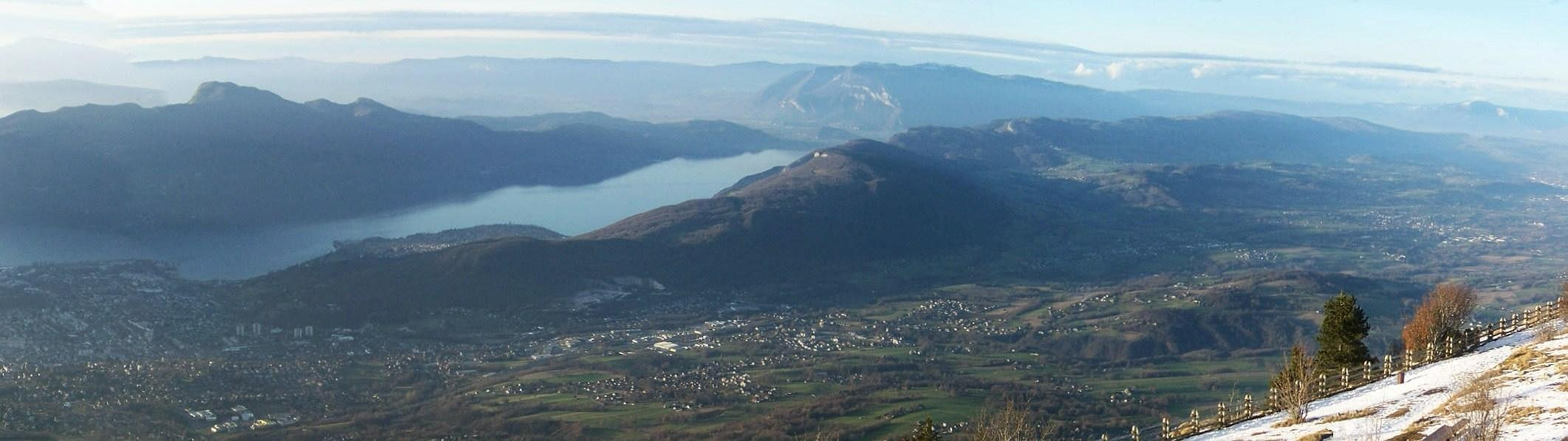
Le massif (devant le lac, se prolongeant à droite) vu depuis le mont Revard au-dessus d'Aix-les-Bains (à gauche).